# Liphistiidae

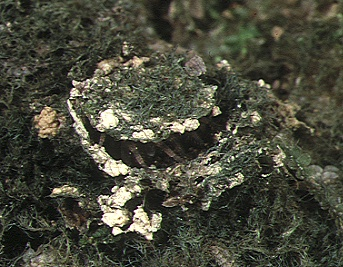
Típico nido de lifístido con tapadera.

Los lifístidos o lifistíidos (Liphistiidae) son una familia de arañas mesotelas, la única de este suborden que tiene representantes actuales. Incluye solo cinco géneros distribuidos por el sudeste asiático, China y Japón.

## Taxonomía
A continuación se listan todas las especies descritas de la familia Liphistiidae a día 27 de julio de 2008.

### GéneroHeptathelaKishida, 1923
- Heptathela abca Ono, 1999 — Vietnam
- Heptathela amamiensis Haupt, 1983 — Islas Ryukyu
- Heptathela australis (Ono, 2002) — Vietnam
- Heptathela bristowei Gertsch, 1967 — China
- Heptathela ciliensis Yin, Tang & Xu, 2003 — China
- Heptathela cipingensis (Wang, 1989) — China
- Heptathela cucphuongensis Ono, 1999 — Vietnam
- Heptathela goulouensis Yin, 2001 — China
- Heptathela higoensis Haupt, 1983 — Japón
- Heptathela hunanensis Song & Haupt, 1984 — China
- Heptathela jianganensis Chen et al., 1988 — China
- Heptathela kanenoi Ono, 1996 — Islas Ryukyu
- Heptathela kikuyai Ono, 1998 — Japón
- Heptathela kimurai (Kishida, 1920) — Japón
  - Heptathela kimurai yanbaruensis Haupt, 1983 — Okinawa
- Heptathela luotianensis Yin et al., 2002 — China
- Heptathela mangshan Bao, Yin & Xu, 2003 — China
- Heptathela nishikawai Ono, 1998 — Japón
- Heptathela shei Xu & Yin, 2001 — China
- Heptathela suoxiyuensis Yin, Tang & Xu, 2003 — China
- Heptathela tomokunii Ono, 1997 — Vietnam
- Heptathela wosanensis Wang & Jiao, 1995 — China
- Heptathela xianningensis Yin et al., 2002 — China
- Heptathela yaginumai Ono, 1998 — Japón
- Heptathela yakushimaensis Ono, 1998 — Japón
- Heptathela yunnanensis Song & Haupt, 1984 — China

### GéneroLiphistiusSchiødte, 1849
- Liphistius albipes Schwendinger, 1995 — Tailandia
- Liphistius batuensis Abraham, 1923 — Malasia
- Liphistius bicoloripes Ono, 1988 — Tailandia
- Liphistius birmanicus Thorell, 1897 — Birmania
- Liphistius bristowei Platnick & Sedgwick, 1984 — Tailandia
- Liphistius castaneus Schwendinger, 1995 — Tailandia
- Liphistius dangrek Schwendinger, 1996 — Tailandia
- Liphistius desultor Schiødte, 1849 — Malasia
- Liphistius endau Sedgwick & Platnick, 1987 — Malasia
- Liphistius erawan Schwendinger, 1996 — Tailandia
- Liphistius fuscus Schwendinger, 1995 — Tailandia
- Liphistius isan Schwendinger, 1998 — Tailandia
- Liphistius jarujini Ono, 1988 — Tailandia
- Liphistius johore Platnick & Sedgwick, 1984 — Malasia
- Liphistius kanthan Platnick, 1997 — Malasia
- Liphistius lahu Schwendinger, 1998 — Tailandia
- Liphistius langkawi Platnick & Sedgwick, 1984 — Malasia
- Liphistius lannaianus Schwendinger, 1990 — Tailandia
- Liphistius laruticus Schwendinger, 1997 — Malasia
- Liphistius lordae Platnick & Sedgwick, 1984 — Myanmar
- Liphistius malayanus Abraham, 1923 — Malasia
  - Liphistius malayanus cameroni Haupt, 1983 — Malasia
- Liphistius marginatus Schwendinger, 1990 — Tailandia
- Liphistius murphyorum Platnick & Sedgwick, 1984 — Malasia
- Liphistius nesioticus Schwendinger, 1996 — Tailandia
- Liphistius niphanae Ono, 1988 — Tailandia
- Liphistius ochraceus Ono & Schwendinger, 1990 — Tailandia
- Liphistius onoi Schwendinger, 1996 — Tailandia
- Liphistius ornatus Ono & Schwendinger, 1990 — Tailandia
- Liphistius owadai Ono & Schwendinger, 1990 — Tailandia
- Liphistius panching Platnick & Sedgwick, 1984 — Malasia
- Liphistius phileion Schwendinger, 1998 — Tailandia
- Liphistius phuketensis Schwendinger, 1998 — Tailandia
- Liphistius pusohm Schwendinger, 1996 — Tailandia
- Liphistius rufipes Schwendinger, 1995 — Tailandia, Malasia
- Liphistius sayam Schwendinger, 1998 — Tailandia
- Liphistius schwendingeri Ono, 1988 — Tailandia
- Liphistius sumatranus Thorell, 1890 — Sumatra
- Liphistius suwat Schwendinger, 1996 — Tailandia
- Liphistius tempurung Platnick, 1997 — Malasia
- Liphistius tenuis Schwendinger, 1996 — Tailandia
- Liphistius thaleban Schwendinger, 1990 — Tailandia
- Liphistius tham Sedgwick & Schwendinger, 1990 — Tailandia
- Liphistius thoranie Schwendinger, 1996 — Tailandia
- Liphistius tioman Platnick & Sedgwick, 1984 — Malasia
- Liphistius trang Platnick & Sedgwick, 1984 — Tailandia
- Liphistius yamasakii Ono, 1988 — Tailandia
- Liphistius yangae Platnick & Sedgwick, 1984 — Malasia

### GéneroNanthelaHaupt, 2003
- Nanthela hongkong (Song & Wu, 1997) — Hong Kong
- Nanthela tonkinensis (Bristowe, 1933) — Vietnam

### GéneroRyuthelaHaupt, 1983
- Ryuthela iheyana Ono, 2002 — Islas Ryukyu
- Ryuthela ishigakiensis Haupt, 1983 — Islas Ryukyu
- Ryuthela nishihirai (Haupt, 1979) — Okinawa
- Ryuthela owadai Ono, 1997 — Islas Ryukyu
- Ryuthela sasakii Ono, 1997 — Islas Ryukyu
- Ryuthela secundaria Ono, 1997 — Islas Ryukyu
- Ryuthela tanikawai Ono, 1997 — Islas Ryukyu

### GéneroSongthelaOno, 2000
- Songthela hangzhouensis (Chen, Zhang & Zhu, 1981) — China
- Songthela heyangensis (Zhu & Wang, 1984) — China
- Songthela schensiensis (Schenkel, 1953) — China
- Songthela sinensis (Bishop & Crosby, 1932) — China